# Jogos Sul-Asiáticos de 1985
Os Jogos Sul-Asiáticos de 1985 foram a segunda edição do evento multiesportivo, realizado em Daca, Bangladesh.

## Países participantes
Como na primeira edição, sete países participaram do evento:
- Bangladesh
- Butão
- Índia
- Maldivas
- Nepal
- Paquistão
- Sri Lanka

## Modalidades
Foram disputadas sete modalidades nessa edição dos Jogos:[carece de fontes?]
- Atletismo
- Boxe
- Futebol
- Halterofilismo
- Kabaddi
- Lutas
- Natação

## Quadro de medalhas
País sede destacado.
| Ordem | País       | Medalha de ouro | Medalha de prata | Medalha de bronze |     |
| ----- | ---------- | --------------- | ---------------- | ----------------- | --- |
| 1     | Índia      | 62              | 31               | 14                | 107 |
| 2     | Paquistão  | 21              | 26               | 12                | 59  |
| 3     | Bangladesh | 9               | 17               | 38                | 64  |
| 4     | Sri Lanka  | 2               | 7                | 9                 | 18  |
| 5     | Nepal      | 1               | 9                | 22                | 32  |
| 6     | Butão      |                 |                  | 4                 | 4   |
| TOTAL | TOTAL      | 95              | 90               | 99                | 284 |